# 马棚洼村
隶属于中国天津市武清区南蔡村镇，之前是属于天津市武清县北蔡村乡。
相传在元朝的时候，是军队养马的地方，又由于地势低洼，所以才有此名。
王、赵、张、崔、高是村里面传统的几个大姓。